# Patrick Stumpf
Patrick Stumpf (ur. 11 kwietnia 1988 w Groß-Gerau) – niemiecki piłkarz występujący na pozycji napastnika. Obecnie zawodnik luksemburskiego US Mondorf-les-Bains.

## Kariera klubowa
Stumpf reprezentował barwy klubów z niższych lig niemieckich. Od 2014 roku występuje w lidze luksemburskiej. W sezonie 2018/2019 był wypożyczony do F91 Dudelange, z którym awansował do fazy grupowej rozgrywek Ligi Europy.